# Gery Vargas
Gery Anthony Vargas Carreño (* 12. März 1981 in Oruro) ist ein bolivianischer Fußballschiedsrichter.
Seit 2012 steht er auf der FIFA-Liste und leitet internationale Fußballspiele.
Bei der U-17-Weltmeisterschaft 2015 in Chile wurde Vargas als Unterstützungsschiedsrichter eingesetzt. Bei der U-20-Weltmeisterschaft 2017 in Südkorea kam er als Videoschiedsrichter zum Einsatz. Bei der U-17-Weltmeisterschaft 2017 in Indien leitete Vargas zwei Gruppenspiele sowie das Viertelfinale zwischen Spanien und der Islamischen Republik Iran (3:1).
Bei der Copa América Centenario 2016 in den Vereinigten Staaten leitete Vargas ein Spiel in der Gruppenphase.
Bei der Weltmeisterschaft 2018 in Russland wurde Vargas als Videoschiedsrichter eingesetzt.
Vargas wurde für die Copa América 2019 in Brasilien und die Copa América 2021, ebenfalls in Brasilien, nominiert, wurde dort jedoch nicht als Hauptschiedsrichter eingesetzt.